# Mistrzostwa Europy w Wioślarstwie 2011 – czwórka bez sternika mężczyzn
Czwórka bez sternika mężczyzn (M4-) – konkurencja rozgrywana podczas 71. Mistrzostw Europy w Wioślarstwie w bułgarskim Płowdiw, w dniach 16-18 sierpnia 2011 r. W zmaganiach udział wzięło 10 osad. Zwycięzcami zostali reprezentacji Grecji.

## Składy osad
| Państwo         | Zawodnicy                                                                                             |
| --------------- | --- |
| Białoruś        | Dzianis Mihal, Stanisłau Szczarbaczenia, Wadzim Lialin, Alaksandr Kazubouski                          |
| Chorwacja       | Mate Moguš, Stjepan Matić, Matej Srb, Karlo Udovicić                                                  |
| Grecja          | Stergios Papachristos, Janis Tsilis, Jeorjos Dzialas, Janis Christu                                   |
| Hiszpania       | Jesús Álvarez González, Marcelino García Cortés, Noe Guzman Del Castillo, Antonio Guzman Del Castillo |
| Polska          | Bartosz Zabłocki, Mirosław Kędzierski, Dawid Grabowski, Ryszard Ablewski                              |
| Serbia          | Goran Jagar, Miljan Vuković, Miloš Vasić, Radoje Đerić                                                |
| Słowenia        | Grega Domanjko, Marko Grace, Rok Gradišnik, Jernej Jurše                                              |
| Ukraina         | Pawło Prychod´ko, Andrij Iwanczuk, Stanisław Czumrajew, Witalij Curkan                                |
| Wielka Brytania | Fred Gill, Matthew Tarrant, Mason Durant, Scott Durant                                                |
| Włochy          | Mario Paonessa, Francesco Fossi, Luca Agamennoni, Adnrea Palmisano                                    |

## Wyniki

### Legenda
| Q - awans do finału A R - awans do repasaży | FB - awans do finału B |

### Eliminacje
Wyścig 1
| Poz. | Osada           | Rezultat | Uwagi |
| ---- | --------------- | -------- | ----- |
| 1    | Grecja          | 5:59,370 | Q     |
| 2    | Serbia          | 6:02,740 | Q     |
| 3    | Wielka Brytania | 6:04,600 | R     |
| 4    | Ukraina         | 6:24,350 | R     |
| 5    | Chorwacja       | 6:25,590 | R     |

Wyścig 2
| Poz. | Osada     | Rezultat | Uwagi |
| ---- | --------- | -------- | ----- |
| 1    | Białoruś  | 5:58,250 | Q     |
| 3    | Włochy    | 5:59,990 | Q     |
| 2    | Hiszpania | 6:05,360 | R     |
| 4    | Polska    | 6:17,700 | R     |
| 5    | Słowenia  | 6:30,500 | R     |

### Repasaże
| Poz. | Osada           | Rezultat | Uwagi |
| ---- | --------------- | -------- | ----- |
| 1    | Hiszpania       | 6:04,570 | Q     |
| 2    | Słowenia        | 6:07,260 | Q     |
| 3    | Wielka Brytania | 6:09,650 | FB    |
| 4    | Polska          | 6:11,940 | FB    |
| 5    | Chorwacja       | 6:14,010 | FB    |
| 6    | Ukraina         | 6:17,220 | FB    |

### Finały
Finał B
| Poz. | Osada           | Rezultat | Uwagi |
| ---- | --------------- | -------- | ----- |
| 1    | Wielka Brytania | 6:15,050 |       |
| 2    | Polska          | 6:19,950 |       |
| 3    | Chorwacja       | 6:22,170 |       |
| 4    | Ukraina         | 6:24,070 |       |

Finał A
| Poz. | Osada     | Rezultat | Uwagi |
| ---- | --------- | -------- | ----- |
| 1    | Grecja    | 5:58,120 |       |
| 2    | Białoruś  | 6:01,450 |       |
| 3    | Włochy    | 6:06,100 |       |
| 4    | Hiszpania | 6:08,920 |       |
| 5    | Słowenia  | 6:12,140 |       |
| 6    | Serbia    | 6:15,170 |       |